# Mezcal
Mezcalul este o băutură spirtoasă originară din regiunea mexicană Oaxaca și a cărui producție este concentrată în patru orașe, cel mai important fiind Santiago Matatlan. 

## Fabricare
Materia primă pentru producerea mezcalului este o varietate de agave, numită maguey espadin. După circa 8-10 ani de dezvoltare, frunzele de la suprafață sunt tăiate direct pe câmpul unde este cultivată planta, recoltându-se bulbii mari, asemănători unor fructe uriașe de ananas, cântărind 70-100 kg numiți pignas. La distilerie, sunt tăiați în bucăți, puși în cuptoare subterane speciale și încălziți timp de 70 de ore, asemănător cărbunilor de bocșă. De aici Mezcalul primește un gust specific, afumat. Materia primă obținută în acest fel este strivită pentru a putea fi separată de fibrele lemnoase, iar pulpa brună obținută este lăsată să fermenteze în ciubere mari de lemn timp de cinci zile. Dupa un asemenea proces produsul este gata pentru distilare . Pusă de obicei imediat în vânzare, de câțiva ani se vinde și în sortimentul Reposado, după învechirea în butoaie de stejar, timp de un an. O caracteristică specială a mezcalului este că, în sticla în care se îmbuteliază, este introdus și viermele (în spaniolă gusano) plantei de agave. Acești viermi sunt adunați manual în sezonul ploios al verii, depozitați în sticle cu Mezcal. Înainte de îmbuteliere sunt sortați și puși în sticlele cu Mezcal (Mezcal con gusano).
În funcție de perioada de stagionare al acestei băuturi alcoolice, capătă trei diverse denumiri:
- Joven - este Mezcal transparent, fără culoare și este conservat mai puțin de două luni.
- Reposado - este consevat pentru o perioadă între două luni și un an.
- Añejo - este conservat cel puțin un an de zile în butoaie.

Pentru aromatizarea Mezcalului se introduce în sticla în care se îmbuteliază, o larva uscată (gusano), specia numindu-se Scyphorus acupunctatus. De asemenea sunt utilizate și larvele de Hipopta agavis, în limbajul popular Gusano Rojo, mult mai apreciată decât prima specie.

## Galerie foto

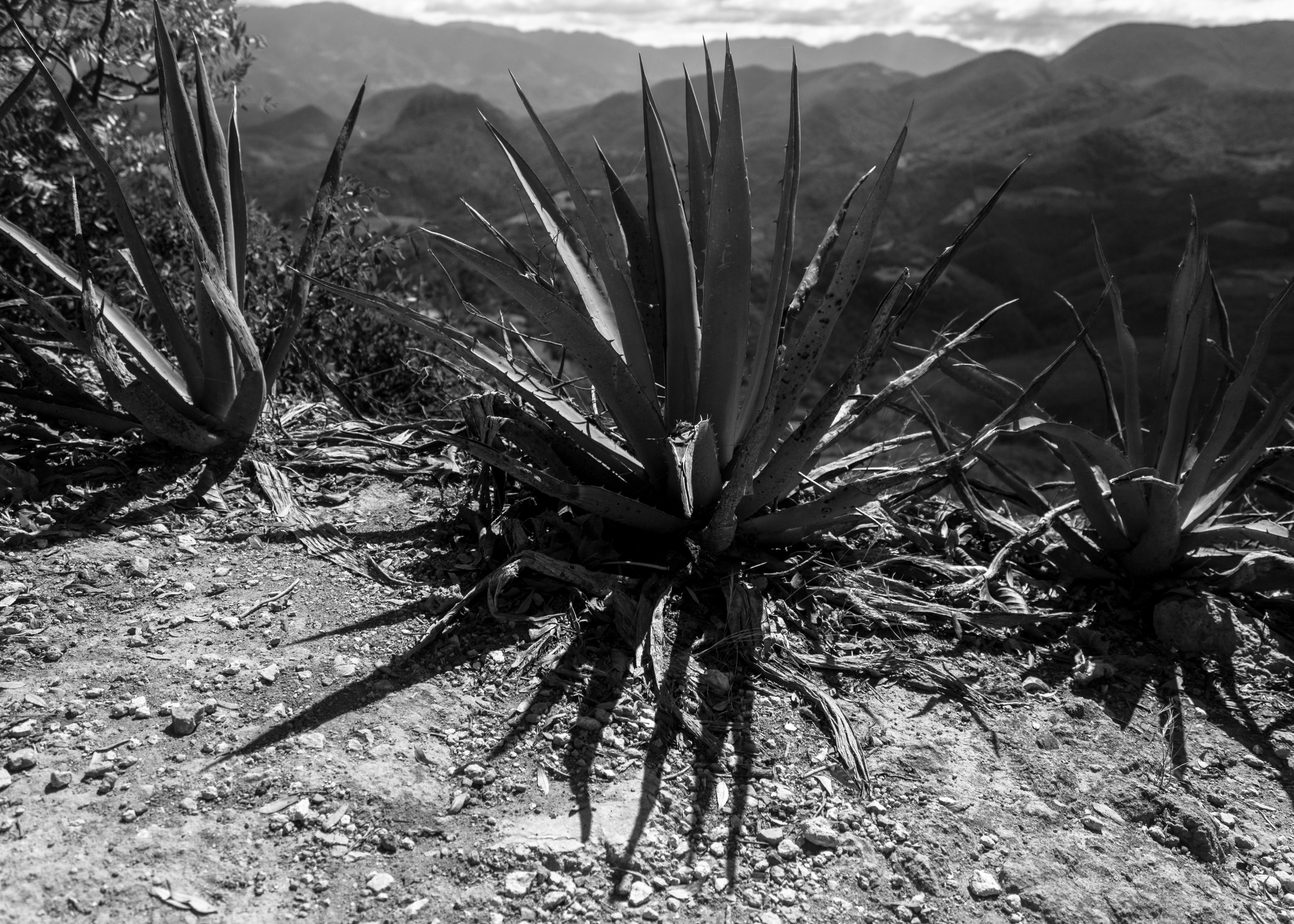
Agave (Maguey espadin)
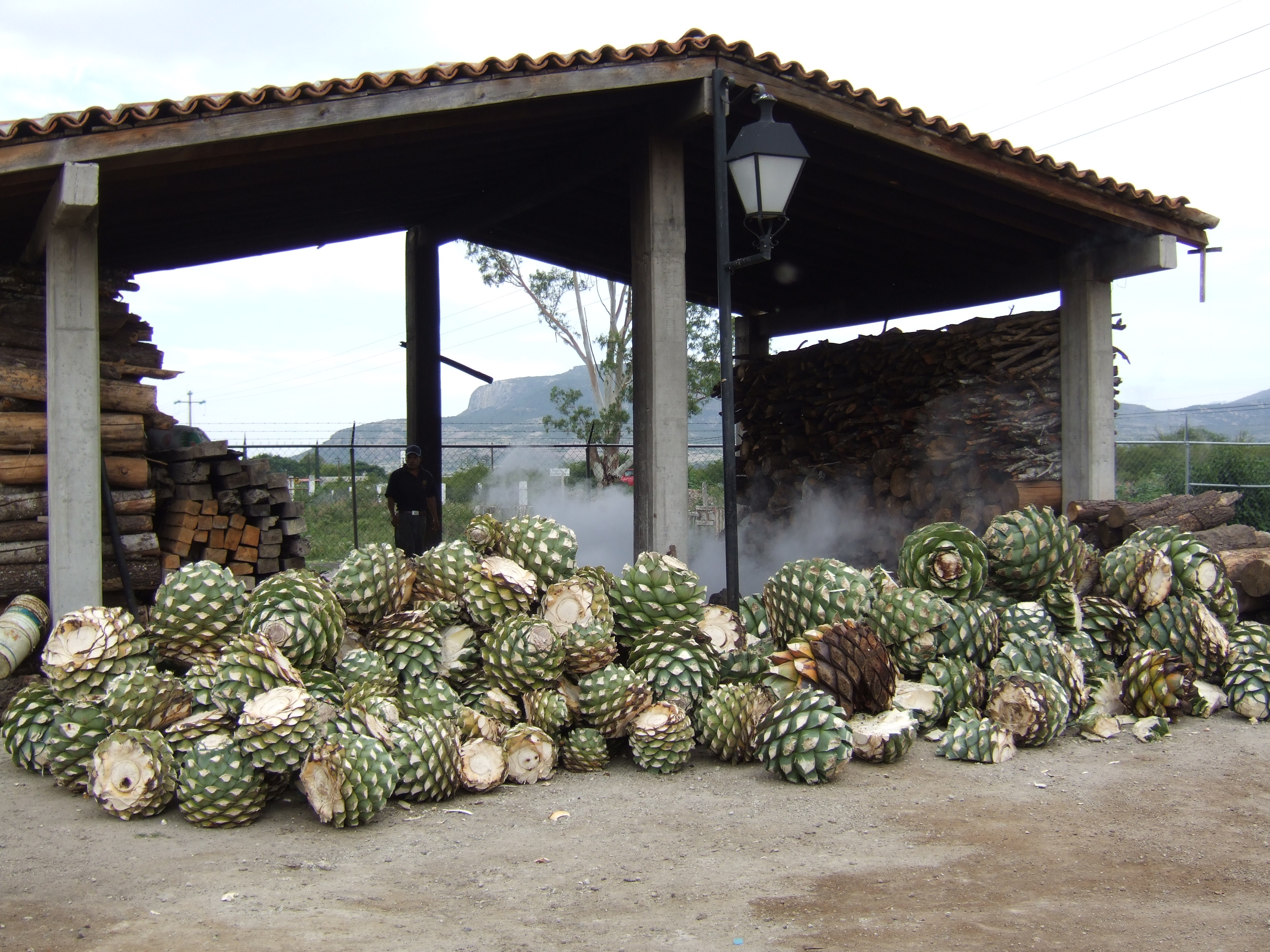
Bulbi de agave pregătiți pentru punerea în bocșă
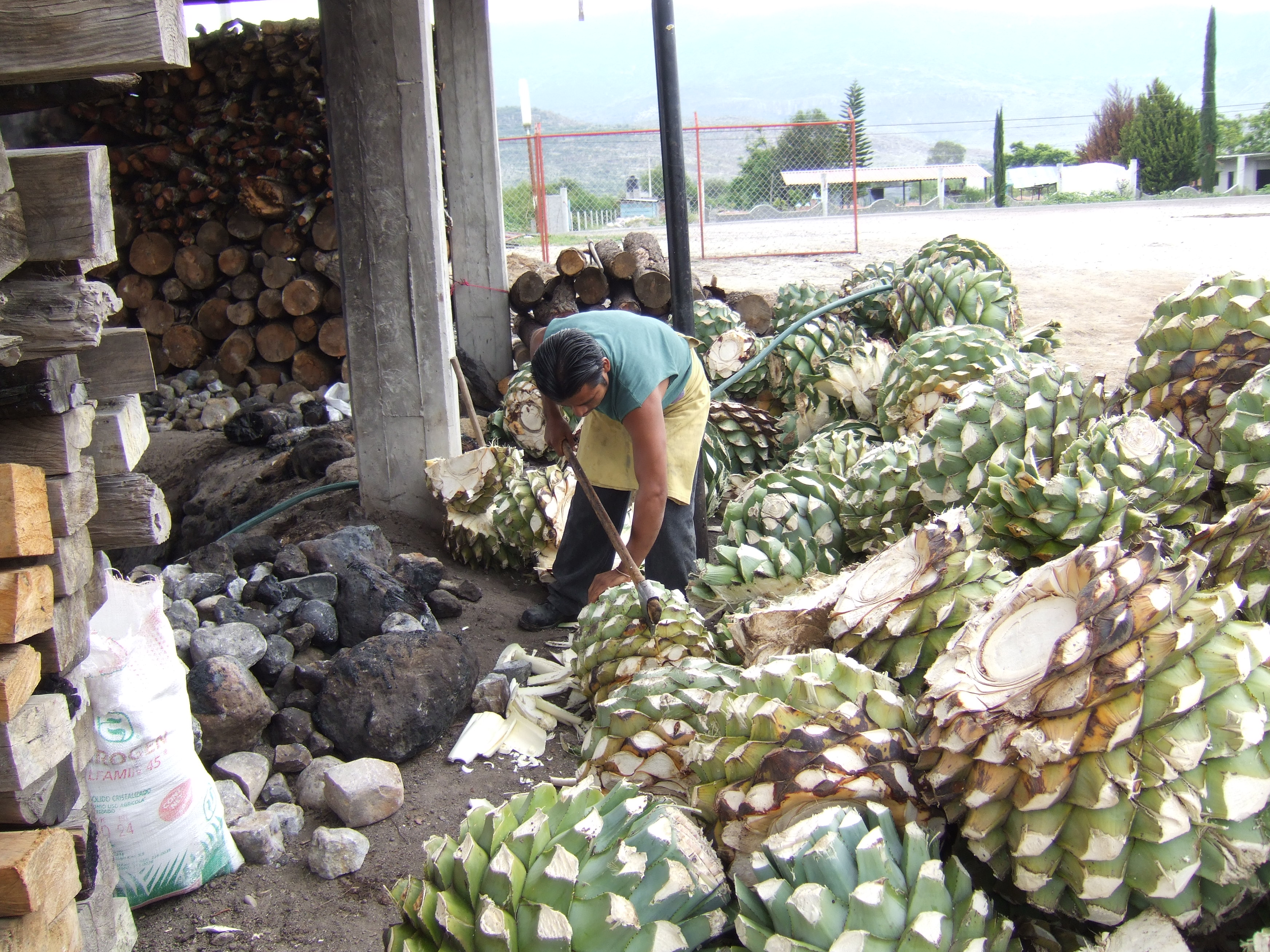
...spintecare pentru clădit...
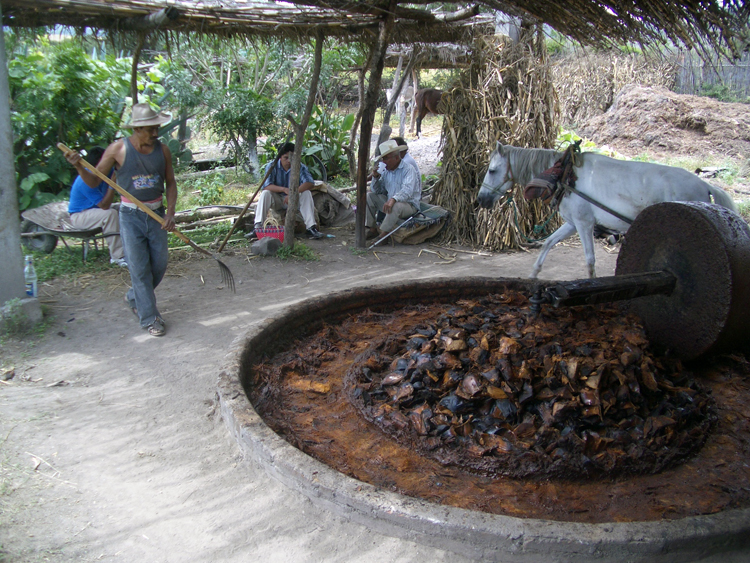
„zdrobirea” agavei afumate scoasă din bocșă...
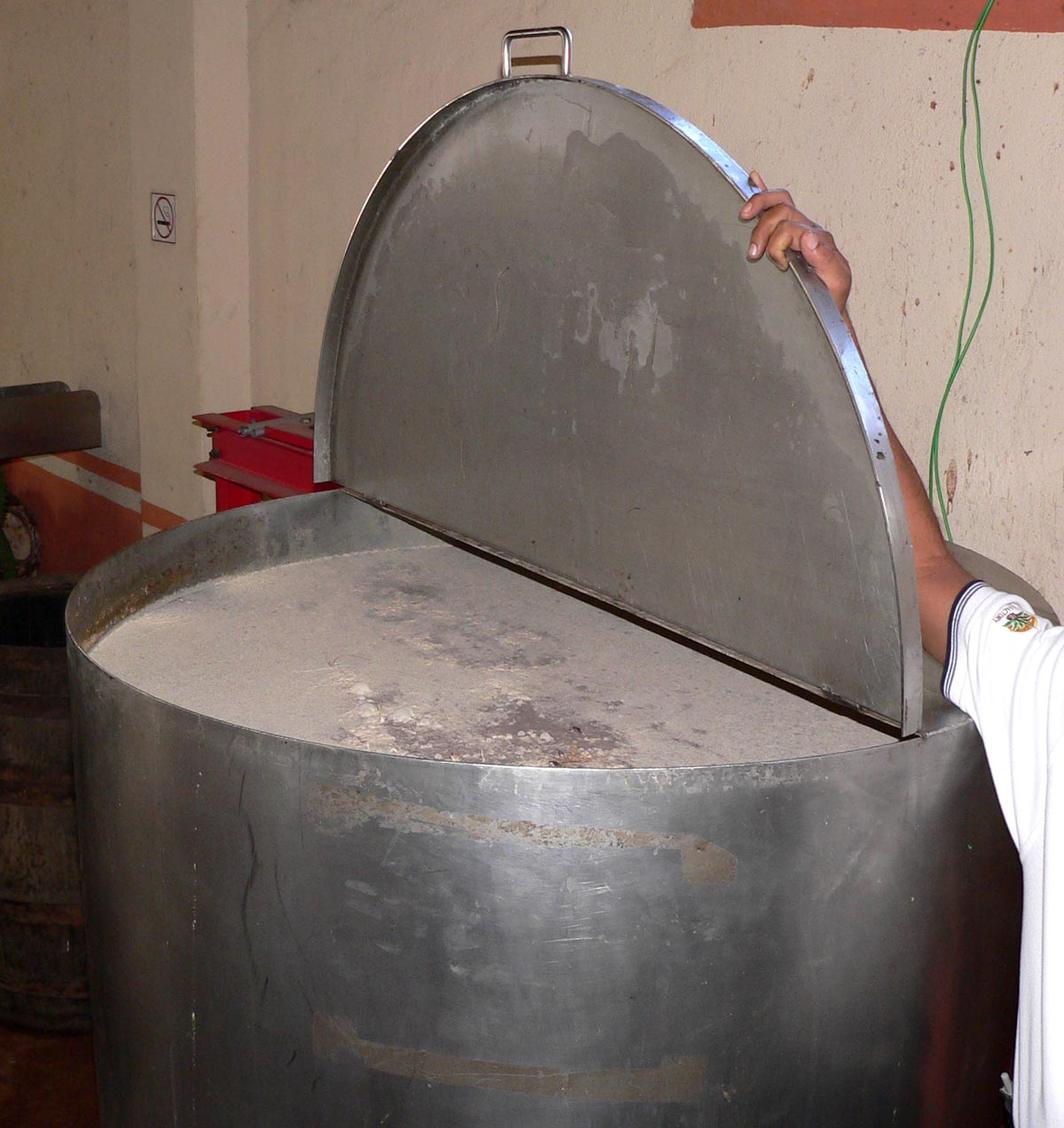
...Fermentarea...(Jalisco, Mexic)
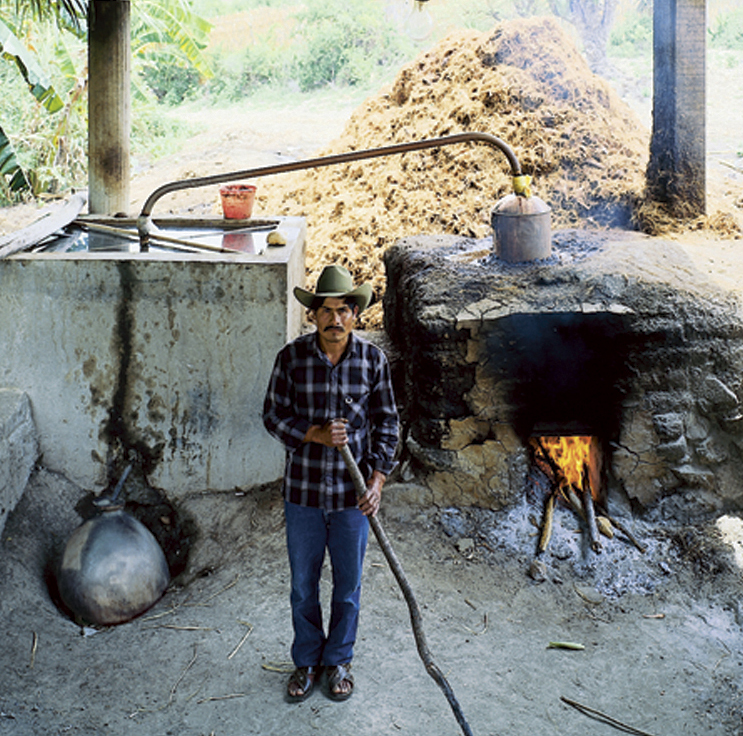
Distilerie de mezcal
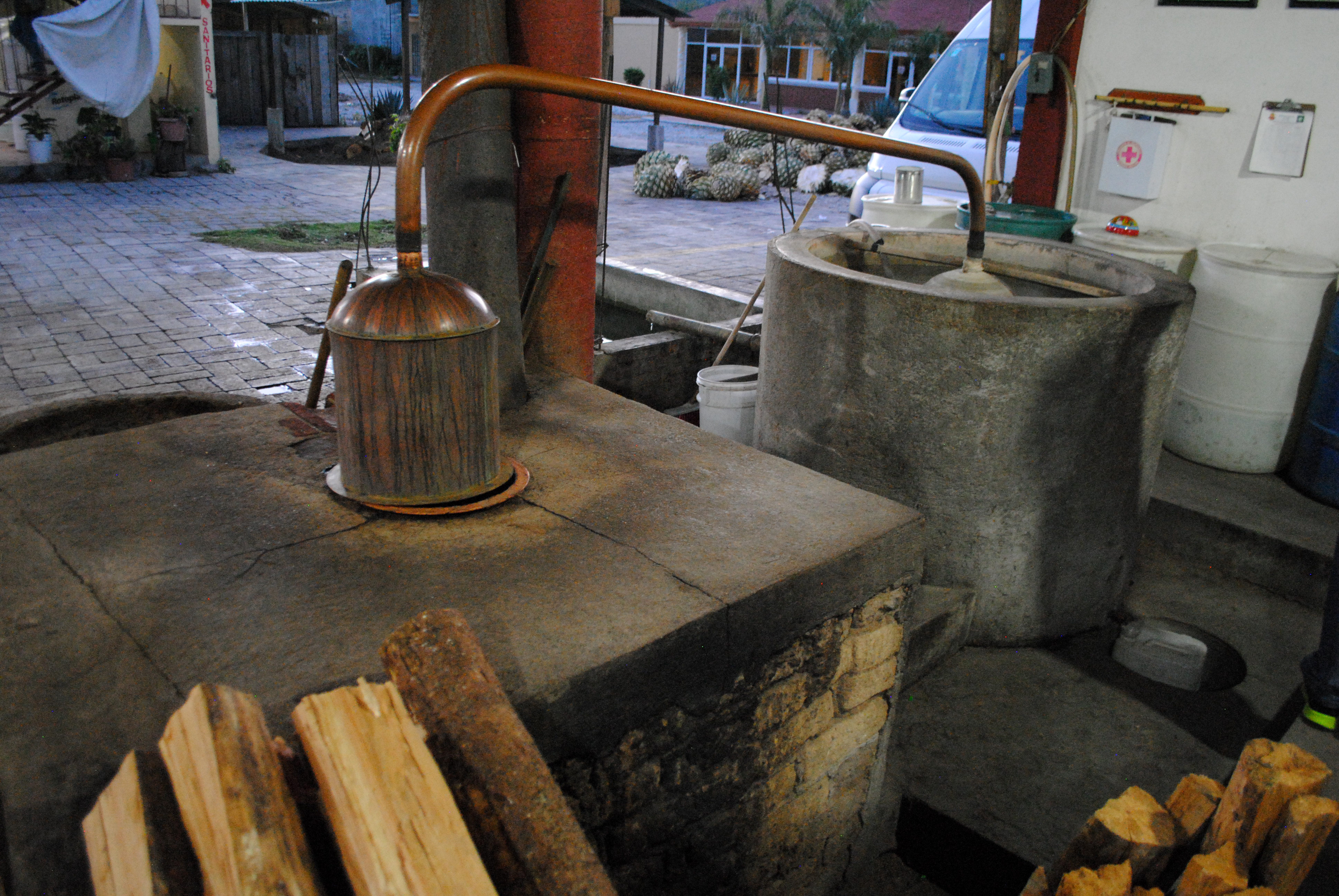
...Distilarea...
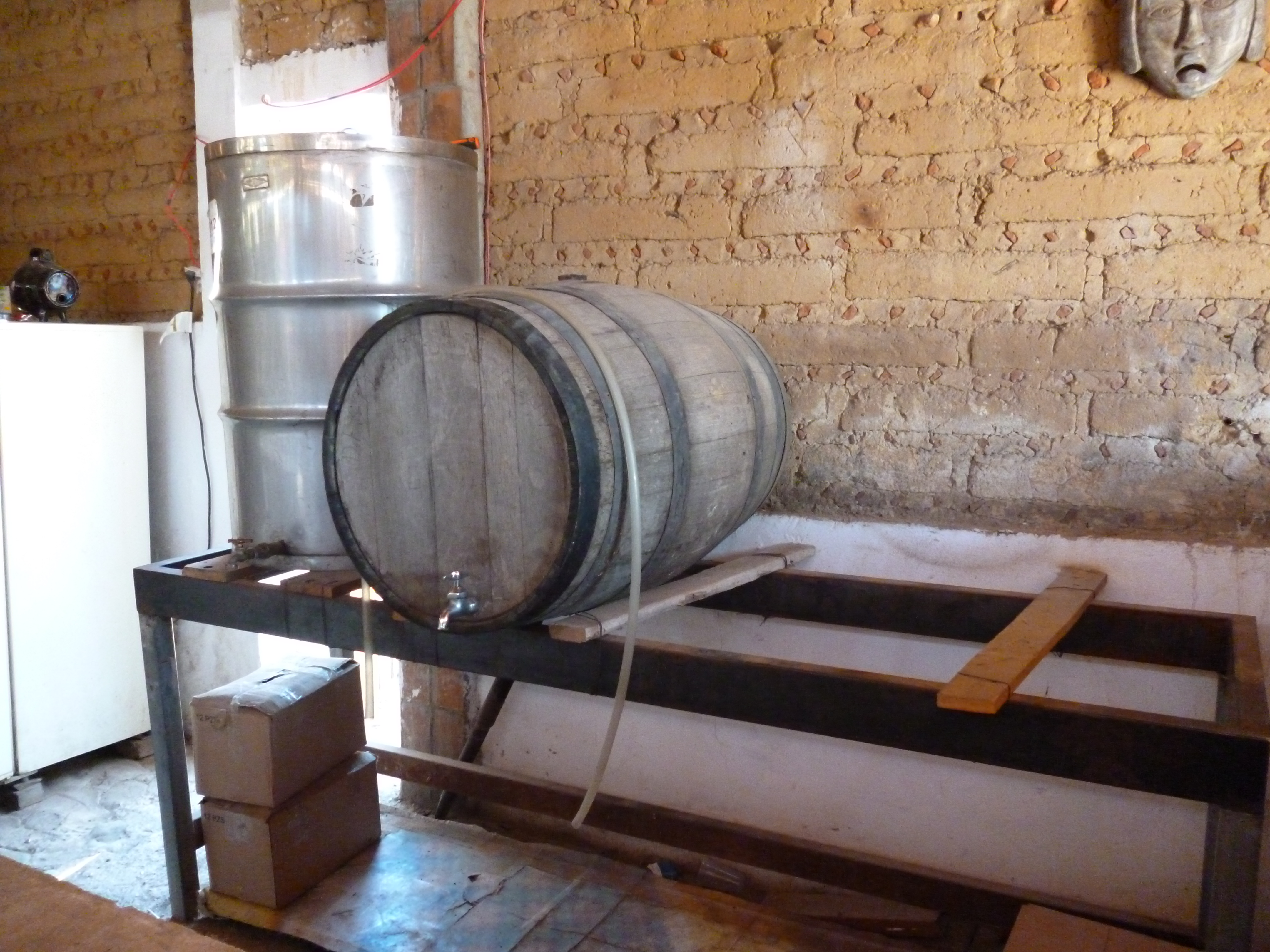
Interiorul unei distilerii din Jantetelco, Morelos, Méxic.
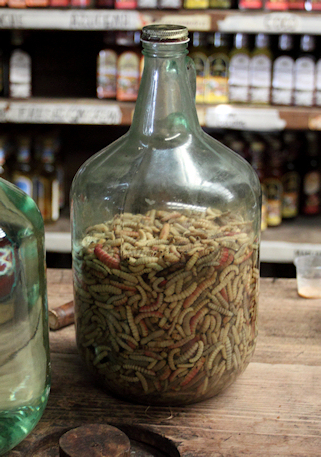
Gusano de Maguey în așteptarea îmbutelierii (Oaxaca, Mexic)
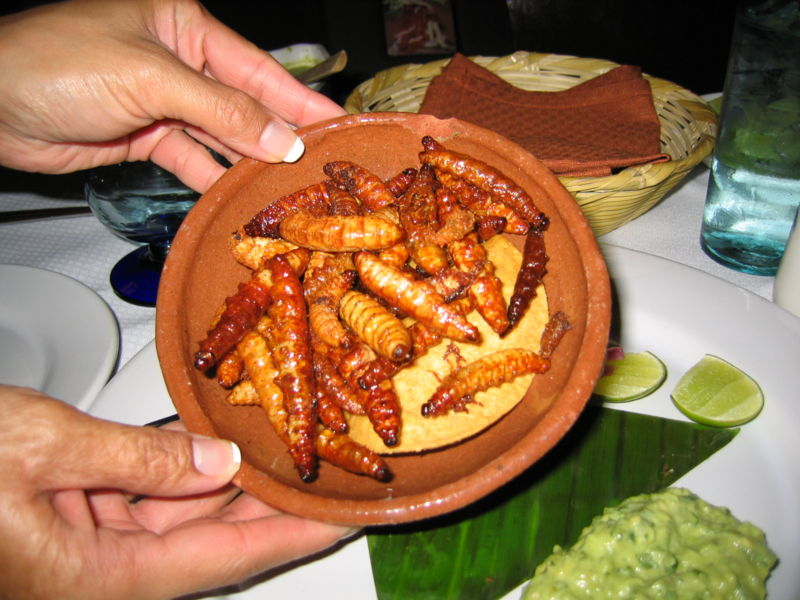
Gusanos serviți într-un restaurant din Mexico City

## Consum
În Mexic, mezcalul se consumă de regulă pur, dar se poate servi și însoțit de câteva felii de portocală, lămâie sau limetă. 
Totuși se poate amesteca și în cocktail-uri:
- Mezcalibur - este un cocktail care are la bază Mezcalul și sucul de ananas.